# Oligotrichum semiangulatum
Oligotrichum semiangulatum là một loài Rêu trong họ Polytrichaceae. Loài này được (Brid.) Kindb. mô tả khoa học đầu tiên năm 1888.